# Anomala senegalensis
Anomala senegalensis är en skalbaggsart som beskrevs av Blanchard 1851. Anomala senegalensis ingår i släktet Anomala och familjen Rutelidae. Inga underarter finns listade i Catalogue of Life.